# 무이스크밭쥐
무이스크밭쥐(Microtus mujanensis)는 밭쥐속에 속하는 설치류의 일종이다. 러시아에서만 발견된다.